# Chun Doo-hwan
En aquest nom coreà, el cognom és Chun.
Chun Doo-hwan (en hangul: 전두환, en hanja: 全斗煥) (18 de gener de 1931 - 23 de novembre de 2021) fou un polític i militar sud-coreà que va esdevenir el 5è president de Corea del Sud de 1980 a 1988.
L'any 1997 fou condemnat per la seva implicació en el cop d'estat del 12 de desembre de 1979, per la repressió violenta a l'alçament de Gwangju i per corrupció política.